# Бедуас
Бѐдуас (на уелски: Bedwas) е град в Южен Уелс, графство Карфили. Разположен е около река Римни на около 10 km на север от централната част на столицата Кардиф. Основен отрасъл в икономиката на града е селското стопанство. Добив на каменни въглища в миналото. Населението му е 8512 жители според данни от преброяването през 2001 г.